# Extensión de cuerpos
En álgebra, las extensiones de cuerpo son el problema fundamental de la Teoría de Cuerpos. Un cuerpo es un conjunto en el que las operaciones suma y producto están definidas y «funcionan bien». Cuando se construye una extensión de un cuerpo, se busca un conjunto más grande en el que las operaciones suma y producto sigan funcionando bien y además se puedan resolver las ecuaciones polinómicas.

## Definición
Sea {\displaystyle (F,+,\cdot )} un cuerpo, decimos que un cuerpo {\displaystyle K} es una extensión de {\displaystyle F} si {\displaystyle F} es un subcuerpo de {\displaystyle K}; es decir, si {\displaystyle (K,+,\cdot )} es un cuerpo y {\displaystyle (F,+,\cdot )} es un cuerpo con la restricción a {\displaystyle F} de las operaciones {\displaystyle +} y {\displaystyle \cdot } en {\displaystyle K}. Que {\displaystyle K} sea extensión de {\displaystyle F} se denota usualmente como {\displaystyle K/F},  {\displaystyle K|F} o {\displaystyle K:F}.

### Extensión sobre un cuerpo como espacio vectorial sobre el cuerpo
| Si {\displaystyle K} es una extensión de {\displaystyle F}, entonces {\displaystyle K} es un espacio vectorial sobre {\displaystyle F}. |

En efecto, la adición de {\displaystyle F} sirve también de adición en el espacio vectorial, y la multiplicación de un elemento de {\displaystyle F} por uno de {\displaystyle K} define el producto escalar del espacio vectorial.
Por definición de cuerpo, {\displaystyle (K,+)} es grupo abeliano, y podemos considerar el producto por escalares {\displaystyle \cdot :F\times K\longrightarrow K} como una restricción a {\displaystyle F\times K} del producto en {\displaystyle \cdot :K\times K\longrightarrow K}. De esta forma es inmediato que se cumple que:
- {\displaystyle a\cdot (\alpha +\beta )=(a\cdot \alpha )+(a\cdot \beta )},

- {\displaystyle (a+b)\cdot \alpha =(a\cdot \alpha )+(b\cdot \alpha )},

- {\displaystyle (a\cdot (b\cdot \alpha ))=(a\cdot b)\cdot \alpha },

- {\displaystyle 1\cdot \alpha =\alpha },

cualesquiera que sean {\displaystyle a,b\in F} y {\displaystyle \alpha ,\beta \in K}. Las dos primeras propiedades son debidas a la distributividad del producto respecto de la suma en {\displaystyle K} y a que {\displaystyle F\subseteq K}, la tercera se debe a que el producto es asociativo en {\displaystyle K}, y la cuarta se debe a que {\displaystyle F} es subcuerpo de {\displaystyle K}, por lo que el elemento unidad de {\displaystyle K} es el elemento unidad de {\displaystyle F}.

## Extensión simple
Sea {\displaystyle K/F} una extensión de cuerpos y {\displaystyle \alpha \in K}, consideremos el conjunto {\displaystyle F(\alpha ){\overset {\triangle }{=}}\left\{{\frac {f(\alpha )}{g(\alpha )}}\ {\Big |}\ f,g\in F[x],\ g(\alpha )\neq 0\right\}}. Este conjunto es un cuerpo, es extensión de {\displaystyle F} y subcuerpo de {\displaystyle K}, y de hecho es la menor extensión de {\displaystyle F} que contiene a {\displaystyle \alpha }. Se le denomina extensión generada por {\displaystyle \alpha } sobre {\displaystyle F}. Al estar generada por un solo elemento, hablamos de una extensión simple.

## Extensiones algebraicas y trascendentes

### Teorema de Kronecker.
| Sea {\displaystyle F} un cuerpo y {\displaystyle p(x)\in F[x]} un polinomio irreducible en el anillo de polinomios sobre {\displaystyle F}, entonces existe alguna extensión {\displaystyle K/F} de forma que {\displaystyle p(x)} tiene alguna raíz en {\displaystyle K}. |

Demostración:
La extensión {\displaystyle K} se puede construir como {\displaystyle K:=F[x]/\langle p(x)\rangle }, es decir, el anillo de polinomios con coeficientes en {\displaystyle F} módulo el ideal generado por {\displaystyle p(x)}. Vamos a ver que cumple todos los requisitos: que es un cuerpo, una extensión de {\displaystyle F} y que contiene un elemento que es raíz de {\displaystyle p}.
Veamos que es un cuerpo. Como {\displaystyle p(x)\in F[x]} es irreducible y {\displaystyle F[x]} es un dominio de ideales principales, el ideal {\displaystyle \langle p(x)\rangle \subseteq F[x]} generado por {\displaystyle p(x)} es maximal. Como {\displaystyle \langle p\rangle } es maximal, el cociente {\displaystyle F[x]/\langle p\rangle } es un cuerpo, como queríamos.
Para ver que es una extensión de {\displaystyle F}, basta encontrar un subcuerpo de {\displaystyle K} isomorfo a {\displaystyle F} o simplemente un morfismo inyectivo {\displaystyle F\hookrightarrow K} (pues su conjunto imagen será un subcuerpo de {\displaystyle K} isomorfo a {\displaystyle F} por el segundo teorema de isomorfía). Un tal morfismo es el que manda cada {\displaystyle \alpha \in F} a la clase de equivalencia del polinomio constante igual a {\displaystyle \alpha }, es decir, {\displaystyle \alpha \mapsto [\alpha ]}. Este es claramente un morfismo y es inyectivo como todo morfismo de cuerpos.
Por último, encontremos un elemento de {\displaystyle K} que es raíz de {\displaystyle p}. Ese elemento es {\displaystyle [x]\in {F[x]}/{\langle p\rangle }}, la clase de equivalencia del polinomio {\displaystyle x\in F[x]}. En efecto, como {\displaystyle [f(x)+g(x)]=[f(x)]+[g(x)]} y {\displaystyle [f(x)g(x)]=[f(x)][g(x)]} para cualesquiera polinomios {\displaystyle f,g\in F[x]} (por definición de anillo cociente), tenemos que para cualquier polinomio {\displaystyle f(x)=\sum a_{i}x^{i}\in K[x]} se tiene que {\displaystyle f([x])=\sum a_{i}[x]^{i}=\left[\sum a_{i}x^{i}\right]=[f(x)]}. En particular, obtenemos que  {\displaystyle p([x])=[p(x)]=[0]}, como queríamos. {\displaystyle \quad \square }

### Homomorfismo evaluación
La función {\displaystyle \Phi _{\alpha }:F[x]\longrightarrow F(\alpha )} que a cada polinomio {\displaystyle p(x)\in F[x]} le hace corresponder su evaluación en {\displaystyle \alpha }, i. e., {\displaystyle \Phi _{\alpha }(p)=p(\alpha )}. Esta aplicación es de hecho un isomorfismo de anillos conmutativos y unitarios, y se denomina homomorfismo evaluación.

### Extensión algebraica
Una extensión {\displaystyle K/F} se dice que es algebraica si todo elemento {\displaystyle \alpha \in K} es algebraico sobre {\displaystyle F}.

#### Elementos algebraicos
Supongamos que existe algún polinomio {\displaystyle p\in F[x]} que tiene a {\displaystyle \alpha } por raíz. 
En esta situación ({\displaystyle \ker \Phi _{\alpha }\neq \{0\}}, o equivalentemente, existe algún {\displaystyle p\in F[x]} irreducible con {\displaystyle F[x]/{\langle p\rangle }\cong F(\alpha )}) se dice que {\displaystyle \alpha } es algebraico sobre {\displaystyle F}.
Un elemento es entonces algebraico sobre un cuerpo si y solo si es raíz de algún polinomio a coeficientes en dicho cuerpo.
Si {\displaystyle \alpha } es un elemento algebraico sobre el cuerpo {\displaystyle F} de manera que {\displaystyle \alpha \notin F}, el polinomio {\displaystyle p} que genera al núcleo de la aplicación evaluación (i.e., {\displaystyle \ker \Phi _{\alpha }=\langle p\rangle }) es irreducible. Dividiendo {\displaystyle p(x)} por su coeficiente principal (aquel escalar que multiplica a la mayor potencia de la variable {\displaystyle x}) se obtiene un polinomio mónico (es decir, de manera que su coeficiente principal es la unidad), que se denota por {\displaystyle {\text{Irr}}(\alpha ,x,F)} y se denomina polinomio mínimo de {\displaystyle \alpha } sobre {\displaystyle F}.
Claramente, {\displaystyle F(\alpha )\cong F[x]/\langle {\text{Irr}}(\alpha ,x,F)\rangle }.

### Extensión trascendente
Una extensión {\displaystyle K/F} se dice que es trascendente si existe algún elemento {\displaystyle \alpha \in K} que sea trascendente sobre {\displaystyle F}.

#### Elementos trascendentes
Si el ker del homomorfismo evaluación es{\displaystyle \ker \Phi _{\alpha }=\{0\}}, será {\displaystyle \Phi _{\alpha }} un monomorfismo. En ese caso, {\displaystyle F(x)} (el cuerpo de fracciones de {\displaystyle F}) es isomorfo a {\displaystyle F(\alpha )}. 

Se dirá que el elemento {\displaystyle \alpha } es trascendente sobre {\displaystyle F} y que {\displaystyle F(\alpha )} es una extensión trascendente sobre {\displaystyle F}. Además, no existirá ningún polinomio con coeficientes en {\displaystyle F} que tenga por raíz a {\displaystyle \alpha }; es decir, si {\displaystyle p(x)\in F[x]}, entonces {\displaystyle p(\alpha )\neq 0}.

## Grado de una extensión
Como todo espacio vectorial tiene base, podemos calcular la dimensión de {\displaystyle K} como espacio vectorial sobre {\displaystyle F}, denotado por {\displaystyle \operatorname {dim} _{F}(K)}. Se denomina grado de la extensión {\displaystyle K/F} a la dimensión de {\displaystyle K} como {\displaystyle F}-espacio vectorial: {\displaystyle [K:F]=\operatorname {dim} _{F}(K)}.
Tomemos varios ejemplos:
{\displaystyle F=\mathbb {Q} } el cuerpo de los racionales y {\displaystyle K=\mathbb {R} } el cuerpo de los reales; {\displaystyle \mathbb {R} } visto como espacio vectorial sobre {\displaystyle \mathbb {Q} }, es de dimensión infinita, es decir, {\displaystyle [\mathbb {R} :\mathbb {Q} ]=\infty }.
El resultado no sorprende si se considera los cardinales de ambos conjuntos: Si la dimensión de {\displaystyle \mathbb {R} } sobre {\displaystyle \mathbb {Q} } fuese finita, {\displaystyle \mathbb {R} } sería isomorfo a {\displaystyle \mathbb {Q} ^{n},n\in \mathbb {N} }, lo que no es posible porque {\displaystyle |\mathbb {Q} ^{n}|=|\mathbb {Q} |=|\mathbb {N} |<|\mathbb {R} |}. 
Si {\displaystyle F=\mathbb {Q} }, el cuerpo de los racionales y {\displaystyle K=\mathbb {Q} ({\sqrt {2}})}, el menor cuerpo que contiene a la vez {\displaystyle \mathbb {Q} } y {\displaystyle {\sqrt {2}}}, claramente {\displaystyle \mathbb {Q} ({\sqrt {2}})} es una extensión algebraica de {\displaystyle \mathbb {Q} }, ya que {\displaystyle {\sqrt {2}}} es raíz del polinomio {\displaystyle x^{2}-2}.
Al mismo tiempo: 
{\displaystyle \mathbb {Q} ({\sqrt {2}})\cong \mathbb {Q} [x]/\langle x^{2}-2\rangle }
ya que el ideal {\displaystyle \langle x^{2}-2\rangle } es el núcleo del morfismo {\displaystyle \Phi _{\sqrt {2}}:\mathbb {Q} [x]\longrightarrow \mathbb {Q} ({\sqrt {2}})}, claramente este es un morfismo suprayectivo, se sigue del primer teorema de isomorfismo que son campos isomorfos. 
Además {\displaystyle [\mathbb {Q} ({\sqrt {2}}):\mathbb {Q} ]=2}, es decir, la dimensión de {\displaystyle \mathbb {Q} ({\sqrt {2}})} como espacio vectorial sobre {\displaystyle \mathbb {Q} } es 2, esto es así ya que 2 es el grado del polinomio mónico e irreducible que tiene a {\displaystyle {\sqrt {2}}} como raíz: {\displaystyle x^{2}-2}.
En general {\displaystyle [F(\alpha ):F]=n} si {\displaystyle n} es el grado del polinomio mónico e irreducible en {\displaystyle F[x]} que tiene a {\displaystyle \alpha } como raíz.